# Eptesicus bottae
Eptesicus bottae är en fladdermusart som först beskrevs av Peters 1869.  Eptesicus bottae ingår i släktet Eptesicus och familjen läderlappar. IUCN kategoriserar arten globalt som livskraftig. Artepitet i det vetenskapliga namnet syftar på den person som fångade det exemplar som användes för artens beskrivning (holotyp).
Inga underarter finns listade i Catalogue of Life. Wilson & Reeder (2005) skiljer mellan 7 underarter.
Denna fladdermus förekommer från Egypten och Turkiet till Kazakstan och nordvästra Indien. Arten vistas i halvtorra områden. Individerna vilar i bergssprickor, byggnader och ruiner. Flockens storlek är beroende på utbredningsområdet. Ibland vilar individerna ensam, mera ofta finns små grupper med 2 till 3 medlemmar och sällan bildas stora kolonier med 200 individer.
Arten blir 92 till 97 mm lång (huvud och bål), har en 39 till 43 mm lång svans och cirka 40 mm långa underarmar. Den vita undersidan står i kontrast till den brunaktiga ovansidan och det bruna ansiktet. En region från nosens spets över ögonen till öronen är bara glest täckta med hår. Eptesicus bottae har inga hudflikar (blad) på näsan och de 13 till 18 mm långa öronen är inte sammanlänkade med varandra. På varje sida har arten fyra kindtänder i överkäken och fem kindtänder i underkäken. Förutom könsorganen finns inga yttre skillnader mellan hanar och honor. Honor är bara lite större. Artens flygmembran har en mörkbrun till svartaktig färg. Svansen är i genomsnitt 3,5 mm längre än flygmembranen mellan bakbenen.
Eptesicus bottae är liksom flera andra fladdermöss aktiv på natten och den jagar insekter med hjälp av ekolokalisering. Honor föder en eller sällan två ungar per kull. Arten har ett för fladdermöss långt liv. Vissa individer blir 19 år gamla.